# Engelbert Guggenberger
Engelbert Guggenberger (* 9. Mai 1953 in St. Lorenzen im Lesachtal) ist ein österreichischer römisch-katholischer Priester. Von Juli 2018 bis Juni 2019 war er Administrator der Diözese Gurk.

## Leben
Nach der Matura am Gymnasium Tanzenberg studierte Guggenberger von 1972 bis 1979 Theologie und Philosophie an der Päpstlichen Universität Gregoriana. Nach seiner Priesterweihe 1978 in Rom wirkte er zwei Jahre als Kaplan in Gmünd in Kärnten. 1982 promovierte er in Theologie mit einer Dissertation über Karl Rahner. Von 1986 bis 1988 wurde er Pfarrprovisor in Bad Kleinkirchheim und St. Oswald, von 1988 bis 1999 in Pörtschach/Berg und Projern sowie von 1999 bis 2008 in Amlach und Molzbichl. Gleichzeitig war er von 1988 bis 1999 Regens und Direktor des Bischöflichen Seminars „Marianum“ Tanzenberg und von 1999 bis 2008 Pfarrer und Dechant der Stadtpfarre Spittal an der Drau. Bischof Alois Schwarz ernannte ihn am 1. September 2008 zum Generalvikar der Diözese Gurk und damit zum Nachfolger von Gerhard Christoph Kalidz.
Guggenberger ist Mitglied des Bischöflichen Konsistoriums, des obersten Beratungsgremiums des Bischofs, außerdem Geschäftsführender Vorsitzender des Diözesanrates, seit 1988 Vorsitzender der Diözesankommission für ökumenische Fragen, Vorsitzender der Interessensgemeinschaften der geistlichen Krankenanstalten, seit 2003 gewählter Vorsitzender des Vorstandes der Dechantenkonferenz, Vorsitzender der Ökumenischen Kontaktkommission sowie Vorsitzender der Ökumenischen Kontaktmission der Diözese Gurk.
Am 2. Juli 2018 wurde er vom Domkapitel zum Diözesanadministrator gewählt. Im Juni 2019 wurde er abgesetzt. Apostolischer Administrator der Diözese Gurk-Klagenfurt wurde Militärbischof Werner Freistetter.

## Auszeichnungen
- 1987 Kardinal-Innitzer-Förderungspreis für Theologie
- 2009 Monsignore